# Accident ferroviaire d'Aurangabad
L'accident ferroviaire d'Aurangabad est un accident ferroviaire survenu le 8 mai 2020 près d'Aurangabad, dans le Maharashtra, en Inde lors duquel un train de marchandises vide s'est écrasé et a tué seize travailleurs migrants dormant sur ou près des voies ferrées et blessé un autre travailleur dormant à proximité.

## Contexte
Le gouvernement indien a annoncé le 24 mars un confinement national (en) pour contrôler la pandémie de Covid-19 . Cela a entraîné des pertes d'emplois pour les travailleurs migrants dans plusieurs villes, dont beaucoup n'ont pas de contrat officiel. Le gouvernement a interrompu les services de train, ce qui rend difficile pour ces travailleurs de rentrer chez eux. Par conséquent, beaucoup d'entre eux ont dû rentrer à pied.

## Accident
Un groupe de 20 travailleurs sont partis des usines sidérurgiques de Jalna, dans le Maharashtra, pour se rendre dans leurs maisons dans les districts d'Umaria et de Shahdol dans le Madhya Pradesh. Après avoir parcouru 40 kilomètres le long d'une route secondaire, ils ont atteint la voie ferrée à Badnapur vers 3h30 le 8 mai 2020. Épuisés, ils ont dormi sur et près des voies, pensant qu'aucun train ne roulait à cause du confinement.
Un train de marchandises vide provenant de Cherlapally (en) à Hyderabad se dirigeait vers Paniwada dans le Maharashtra. Le conducteur de la locomotive s'est rendu compte que les gens étaient allongés sur les rails à seulement 160 mètres d'eux. Le train se déplaçait à 70 kilomètres à l'heure et, malgré le freinage d'urgence, n'a pas pu s'arrêter avant de heurter les travailleurs. Les quatorze endormis sur les rails ont été tués sur le coup, tandis que trois à proximité ont été blessés, dont deux sont décédés plus tard à l'hôpital.

## Réactions
- Indian Railways a ordonné que le commissaire à la sécurité ferroviaire mène une enquête.
- Les gouvernements des États du Maharashtra et du Madhya Pradesh ont annoncé une compensation de 5 lakh ₹ (6 500 €) à titre de compensation pour les proches des victimes décédées.
- Le Premier ministre Narendra Modi a exprimé son angoisse et a offert "toute l'aide possible".
- Le candidat au poste de Premier ministre Rahul Gandhi a demandé pourquoi les migrants rentraient chez eux à pied et a déclaré que «nous devrions avoir honte de traiter les bâtisseurs de la nation comme ça».
- Le secrétaire général du parti communiste indien, Sitaram Yechury (en), a déclaré dans un tweet que "la mort de ces pauvres travailleurs est uniquement due à l'annonce soudaine d'un confinement et d'un refus de transport pour eux pendant des semaines, sans fournir de secours substantiels". Il a qualifié les actions du gouvernement central à l'égard des travailleurs migrants de "criminelles".
- Le secrétaire général du parti communiste indien, D. Raja (en), a déclaré que "les travailleurs migrants sont traités de la manière la plus inhumaine par le gouvernement". Qualifiant ces morts de «meurtre délibéré», il a accusé le gouvernement de «les avoir pratiquement laissés à eux-mêmes sans aide ni aide».
- L'ancien ministre des Finances et homme politique du Congrès national indien, Palaniappan Chidambaram, a accusé le gouvernement central et les gouvernements des États d'être inconscients du fait que des milliers de travailleurs migrants retournaient encore dans leur pays d'origine.
- Le ministre de Shiv Sena, Sandipan Bhumre, et le député Ambadas Danve (en) ont rencontré les survivants à l'hôpital.